# Sarcosina deidrogenasi
La sarcosina deidrogenasi è un enzima appartenente alla classe delle ossidoreduttasi, che catalizza la seguente reazione:
sarcosina + accettore + H2O ⇄ glicina + formaldeide + accettore ridotto
L'enzima è una flavoproteina (FMN).